# Broad Cove (Conception Bay)
Broad Cove is een dorp in de Canadese provincie Newfoundland en Labrador. De plaats bevindt zich in het zuiden van het eiland Newfoundland en maakt deel uit van de gemeente Small Point-Adam's Cove-Blackhead-Broad Cove.

## Geografie
Broad Cove ligt aan de noordoostkust van Bay de Verde, een subschiereiland van Avalon in het zuidoosten van Newfoundland. De plaats ligt aan de westoever van het noordelijke gedeelte van Conception Bay. De plaats sluit in het zuiden aan op de bebouwing van het dorp Small Point en in het noorden op die van Blackhead.